# John Sherman

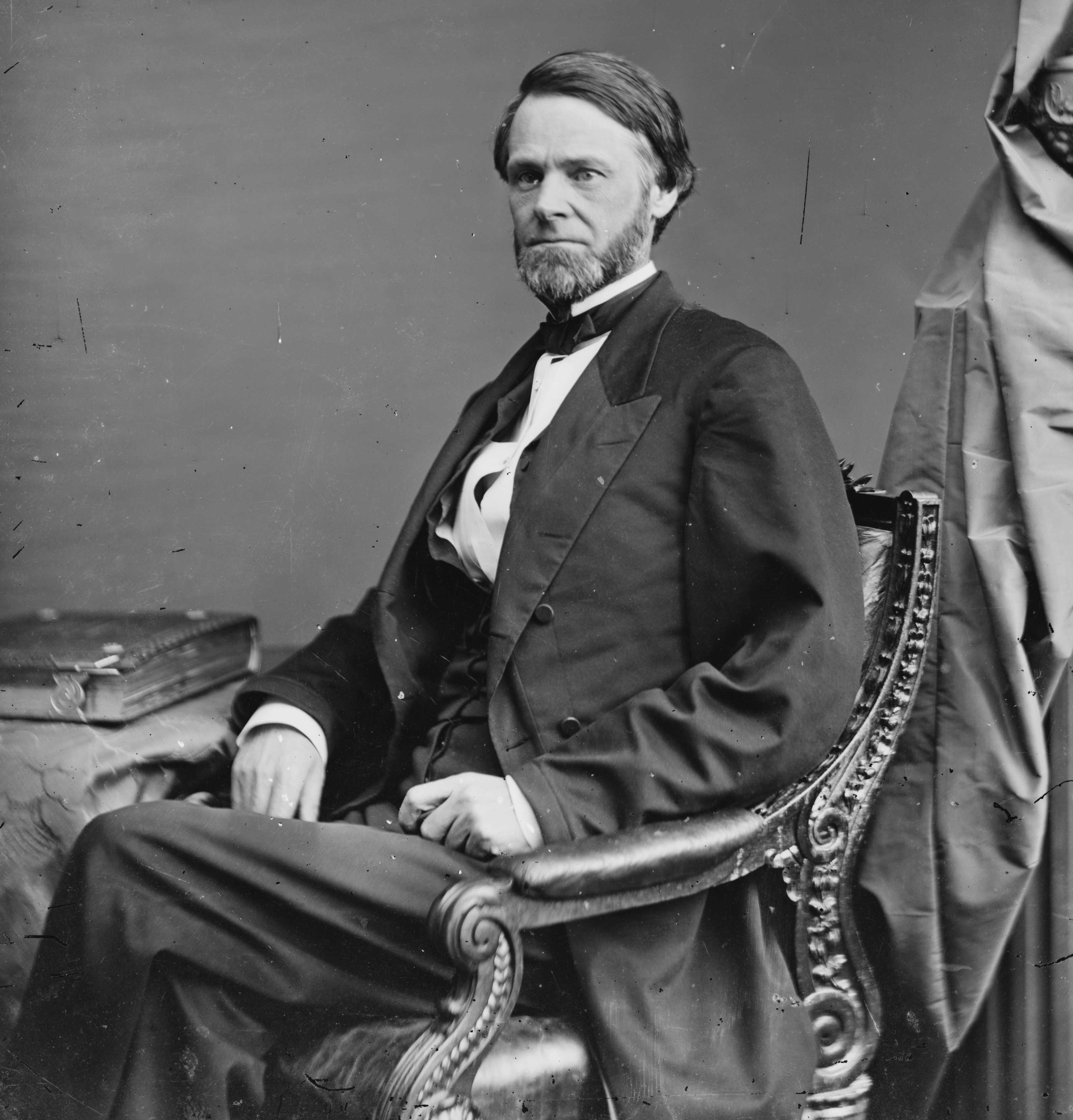
John Sherman

John Sherman (* 10. Mai 1823 in Lancaster, Ohio; † 22. Oktober 1900 in Washington, D.C.) war ein US-amerikanischer Politiker der zunächst der Partei der Whigs, später den Republikanern angehörte. Er diente in zwei Bundeskabinetten als Finanz- und als Außenminister an und vertrat den Bundesstaat Ohio in beiden Kammern des Kongresses. Er war der Initiator des ersten Anti-Trust-Gesetzes in den USA.

## Leben

### Herkunft, Familie und Beruf
John Shermans Vater war Charles Robert Sherman, Richter am Obersten Gerichtshof von Ohio, der bereits 1829 starb. Sein älterer Bruder William T. Sherman, stieg während des Bürgerkriegs zu einem der führenden Generäle der Union auf und war später Oberbefehlshaber der US-Streitkräfte. 1848 heiratete John Sherman Margaret Sarah Stewart, die Tochter eines Richters. Er selbst betätigte sich ab 1844 als Rechtsanwalt.

### Politische Karriere
Bei der Wahl Zachary Taylors zum Präsidenten der USA im Jahr 1848 war John Sherman als Delegierter der siegreichen Whig Party Mitglied des Electoral College. Auch 1852 unterstützte er als Wahldelegierter den diesmal unterlegenen Whig-Kandidaten. Von 1855 bis 1861 war Sherman Abgeordneter im US-Repräsentantenhaus. Gleich anschließend wechselte er in den Senat, wo er Ohio bis zu seinem Eintritt in die US-Regierung 1877 vertrat. Von 1877 bis 1881 war er Finanzminister im Kabinett von Präsident Rutherford B. Hayes.
Im Jahr 1880 versuchte Sherman selbst Präsidentschaftskandidat der Republikaner zu werden – als Kompromisskandidat zwischen Ulysses S. Grant, der zum dritten Mal antreten wollte, und James G. Blaine zu werden. Die Nominierung erhielt schließlich sein eigener Kampagnenmanager, James A. Garfield, der anschließend auch die Wahl gewann. Sherman wechselte zurück in den Senat und nahm dort den Platz des zuvor für Ohio gewählten Garfield ein. In den folgenden Jahren verliefen zwei weitere Versuche, von seiner Partei als Präsidentschaftskandidat nominiert zu werden, ebenfalls erfolglos. Stattdessen amtierte Sherman in den Legislaturperioden 1884–1885 und 1891–1897 als Vorsitzender der republikanischen Senatsfraktion und von 1886 bis 1893 sowie von 1895 bis 1897 als Vorsitzender des einflussreichen Ausschusses für Außenpolitik.
Präsident William McKinley berief Sherman im März 1897 als Außenminister in sein Kabinett, wo er bis April 1898 verblieb. Außerdem war er der Urheber des 1890 erlassenen Sherman Antitrust Act. Er begründete das Gesetz gegen Monopole mit der entwickelten Größe neuer „Giganten“ mit Monopolstellung und befürchtete ein Erstarken der Sozialisten, wenn gegen dieses Problem nicht vorgegangen werde.